# Гюнтер (Валдек)
Гюнтер фон Валдек-Вилдунген (на немски: Günther von Waldeck-Wildungen; * 29 юни 1557 в дворец Фридрихщайн в Алт-Вилдунген; † 23 май 1585 също там) е от 1577 г. до смъртта си граф на Валдек-Вилдунген.
Той е син на граф Самуел фон Валдек (1528 – 1570) и съпругата му Анна Мария фон Шварцбург-Бланкенбург (1538 – 1583), дъщеря на граф Хайнрих XXXII фон Шварцбург-Бланкенбург и Катарина фон Хенеберг-Шлойзинген.
Гюнтер расте в двора на ландграф Вилхелм IV фон Хесен-Касел. Той наследя трона през 1577 г. като граф на Валдек-Вилдунген, след смъртта на двамата му чичовци Даниел фон Валдек († 7 юни 1577) и Хайнрих IX фон Валдек († 3 октомври 1577).
На 21 май 1585 г. Гюнтер се раазболява тежко по време на лов. Той умира на 23 май 1585 г. и е погребан на 27 май в градската църква в Бад Вилдунген. От 1962 г. неговият гроб се намира в гробницата на капелата Св. Николаус в манастир Мариентал в Нетце.

## Фамилия
Гюнтер се жени на 15 декември 1578 г. в Алт-Вилдунген за Маргарета фон Валдек-Ландау (* 1559; † 20 октомври 1580), дъщеря на граф Йохан I фон Валдек († 1567) и графиня Анна фон Липе († 1590). Те нямат деца.
Гюнтер се жени втори път на 20 май 1582 г. в Грефентона за Маргарета фон Глайхен (* 28 май 1556; † 14 януари 1619 във Фарнрода), дъщеря на граф Георг фон Глайхен-Тона († 1570) и Елизабет цур Плесе († 1556). Чрез този брак и наследствен договор фамилията Валдек получава през 1625 г. графството Пирмонт. Те имат един син:
- Вилхелм Ернст (* 8 юни 1584; † 16 септември 1598 в Тюбинген)